# Крак де Шевальє
Крак де Шевальє (фр. Krak des Chevaliers — укріплення лицарів) — один з найважливіших середньовічних замків хрестоносців у Сирії, що зберігся. Арабською замок називається Qal'at al-Ḥiṣn (араб. قلعة الحصن), а слово крак прийшло з сирійського карак і означає укріплення. Він розташований приблизно за 40 км на захід від міста Хомс, неподалік від кордону з Ліваном, і є адміністративною частиною Хомського губернаторства.

## Етимологія
Відомий арабам як Hisn al Akrad (араб. حصن الأکراد), що перекладається як Замок курдів, він називався Франками Le Crat, але згодом назва змінилася на Le Crac.

## Історія

### Хрестоносці
Перше укріплення в цій місцині було збудоване 1031 року для еміра Алеппо. Під час першого Хрестового походу в 1099  році укріплення захопив Раймунд IV Тулузький, але потім хрестоносці його покинули, продовжуючи марш на Єрусалим. Замок знову окупував Танкред Тарентський 1100 року. 1142 року фортеця була передана Реймондом II Триполійським ордену госпітальєрів.
Замок розширювався з 1150 по 1250 рік і з часом міг розмістити двотисячний ґарнізон. Навколо фортеці була побудована стіна товщиною від 3 до 30 метрів з сімома сторожовими баштами, одну з яких займав Великий Магістр.
Госпітальєри перебудували Крак де Шевальє і перетворили його в одну з найбільших твердинь Святої Землі. 1163 року Нур ад Дін Зенгі взяв фортецю в облогу, яка не мала успіху. Наприкінці XII — початку XIII ст. сталася низка землетрусів, що пошкодила деякі будови, через що їх довелося відновлювати.
Салах ед Дін 1188 року брав Крак де Шевальє в облогу, але теж невдало. Під час облоги арабами був захоплений каштелян, якого люди Салах ед Діна змусили наказати охоронцям відкрити ворота. Каштелян по-арабськи сказав охоронцям відкрити ворота і здати замок, але в ту саму секунду він мовив французькою: Тримайтесь до останньої людини.
8 квітня 1271 твердиню захопив мамелюцький султан Бейбарс за допомогою
важких требушетів і сил монголів, які також брали участь у штурмі Акри 1291 року. Однак, щоб завоювати замок Бейбарс пішов на хитрість, представленням фальшивого листа від командира хрестоносців в Триполі, який нібито наказував захисникам здати фортецю. Без цієї хитрості цей неприступний замок, можливо, ніколи б не був взятий. Бейбарс частково зруйнував укріплення Крак де Шевальє, але все одно використовував його як базу у боротьбі з Триполі. Бейбарс також перетворив каплицю госпітальєрів на мечеть.
Король Англії Едуард I Довгоногий під час дев'ятого хрестового походу 1272 року побачив фортецю і згодом почав використовувати її як модель для своїх замків в Англії та Уельсі.

### Після Хрестоносців
Замок став пам'яткою архітектури, що добре збереглася. Це також одне з небагатьох місць, де збереглося мистецтво хрестоносців у формі фресок. Об'єкт світової спадщини ЮНЕСКО.
За повідомленнями ЗМІ, фортеця була пошкоджена під час бомбардувань ВПС Сирії 13 липня 2013 року. Сирійські повстанці повідомили, що снарядом рознесло одну з башт фортеці, також пошкоджено стіни.

## Галерея

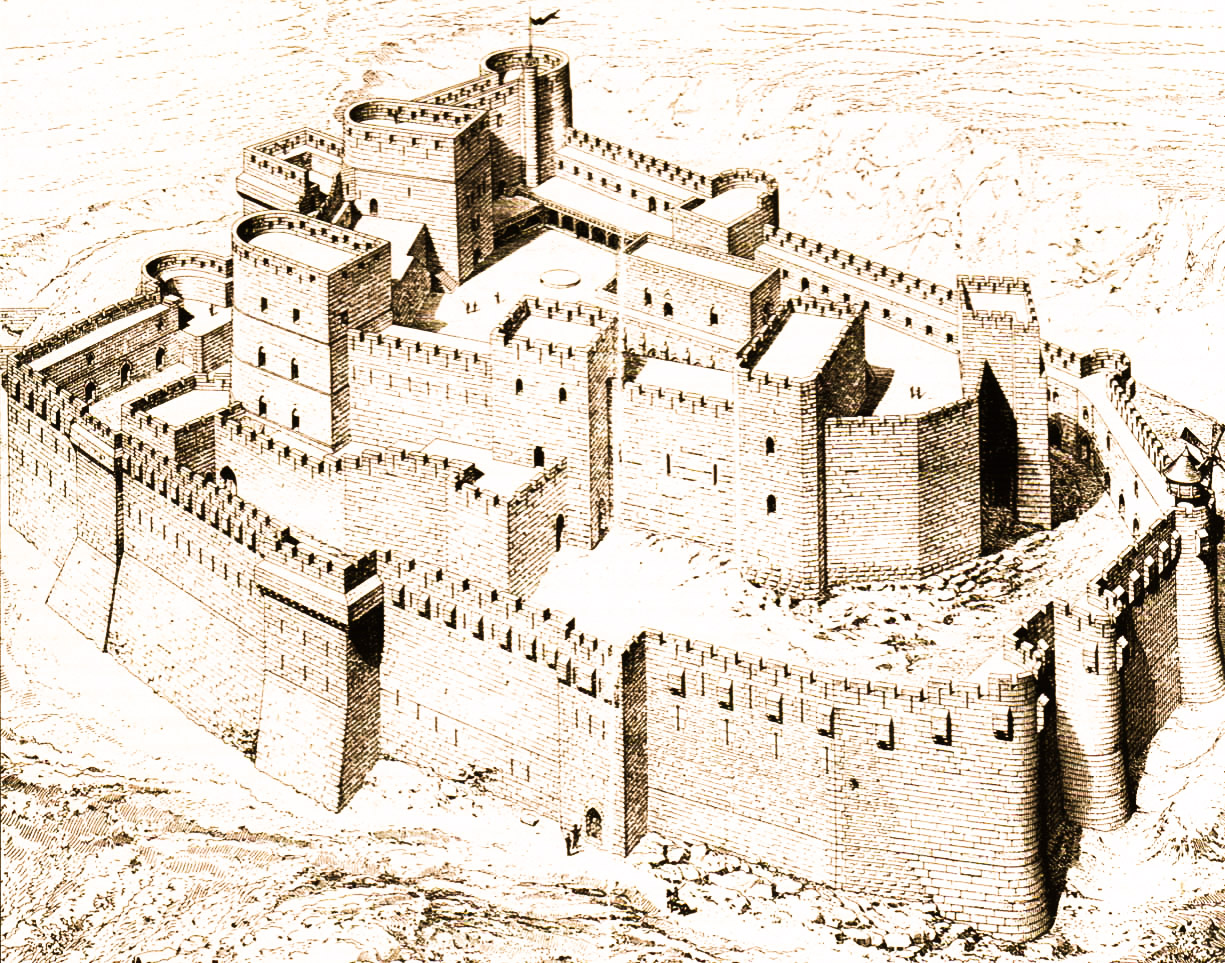
Крак де Шевальє
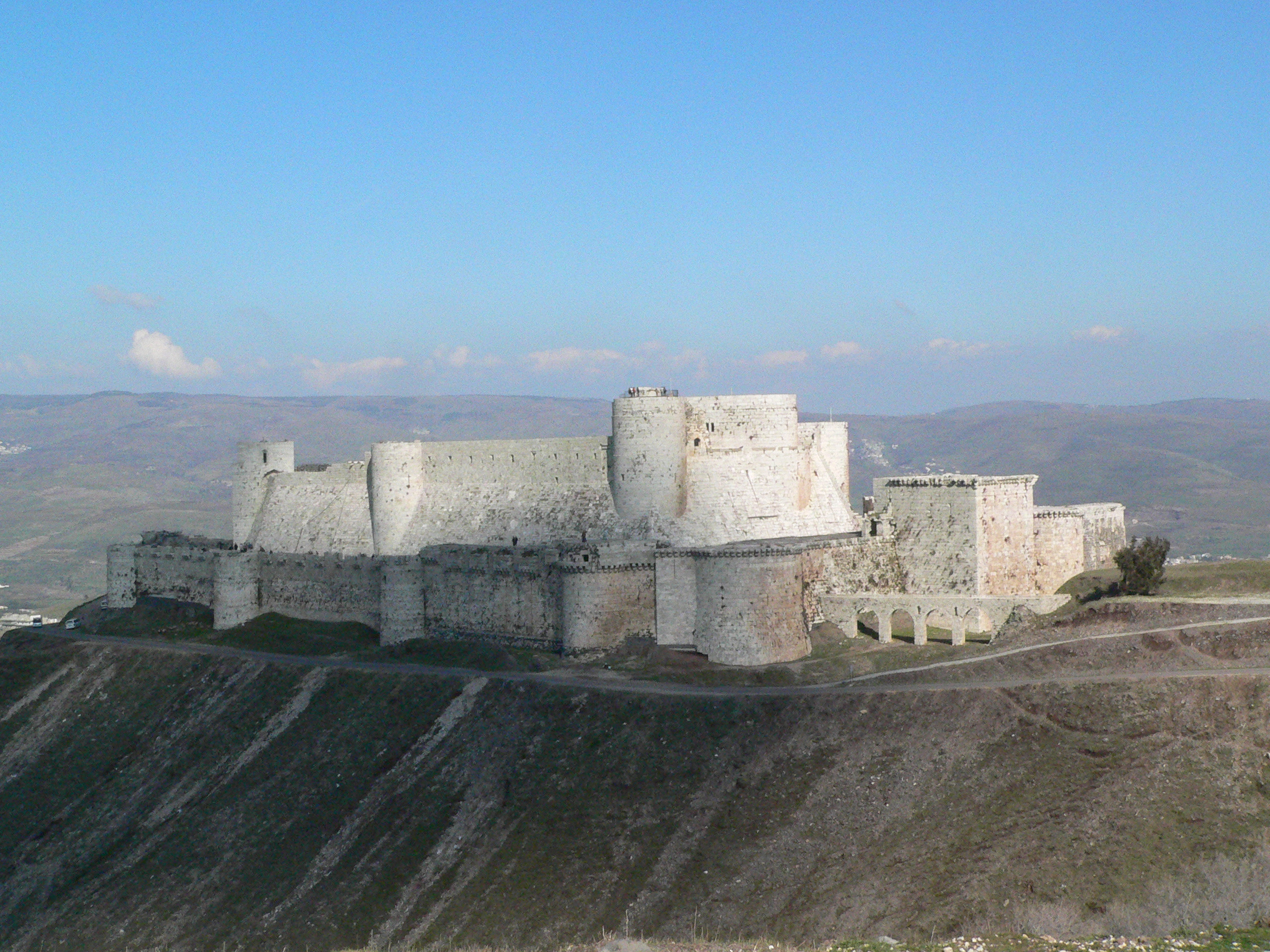
Крак де Шевальє
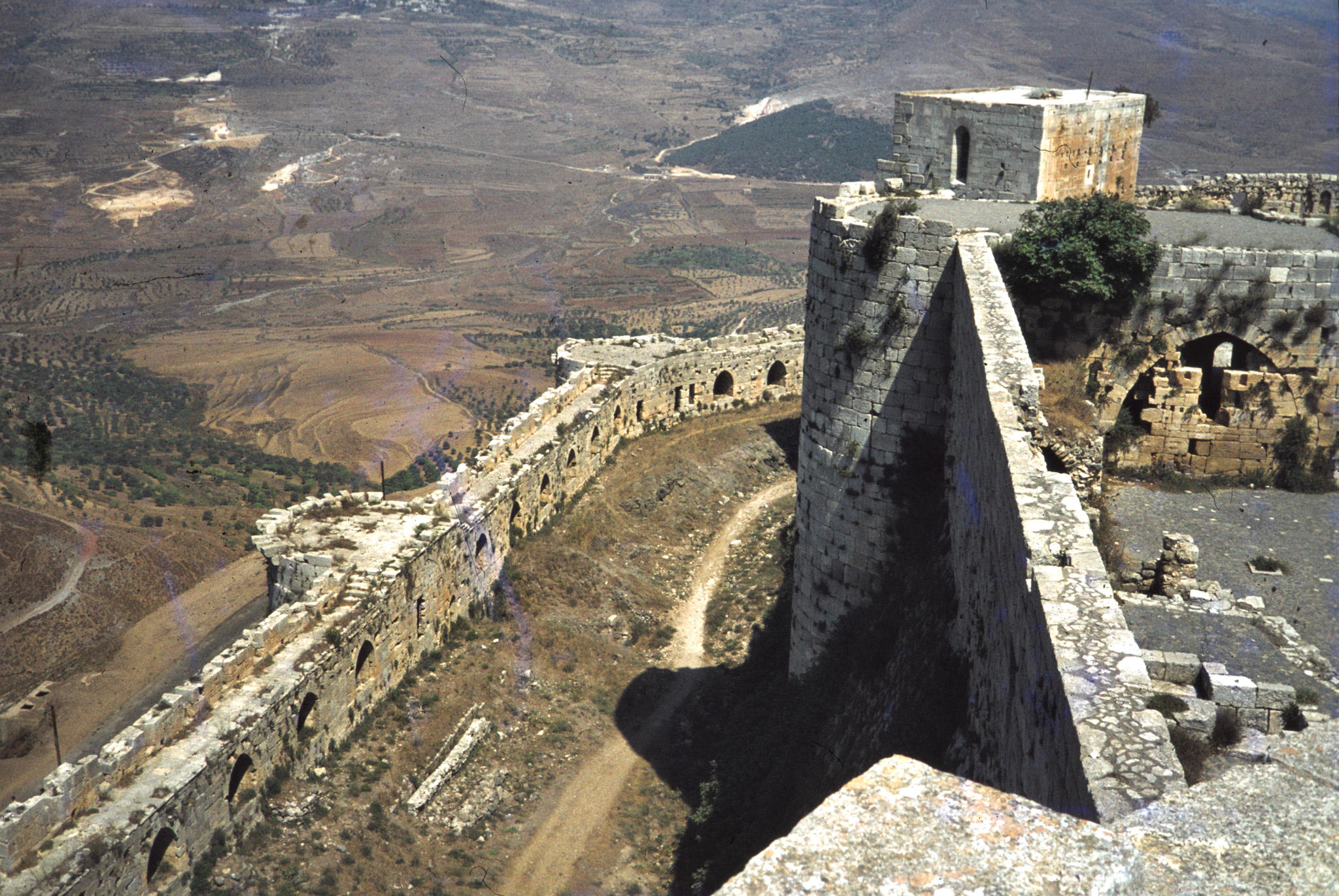
Вид зі стіни
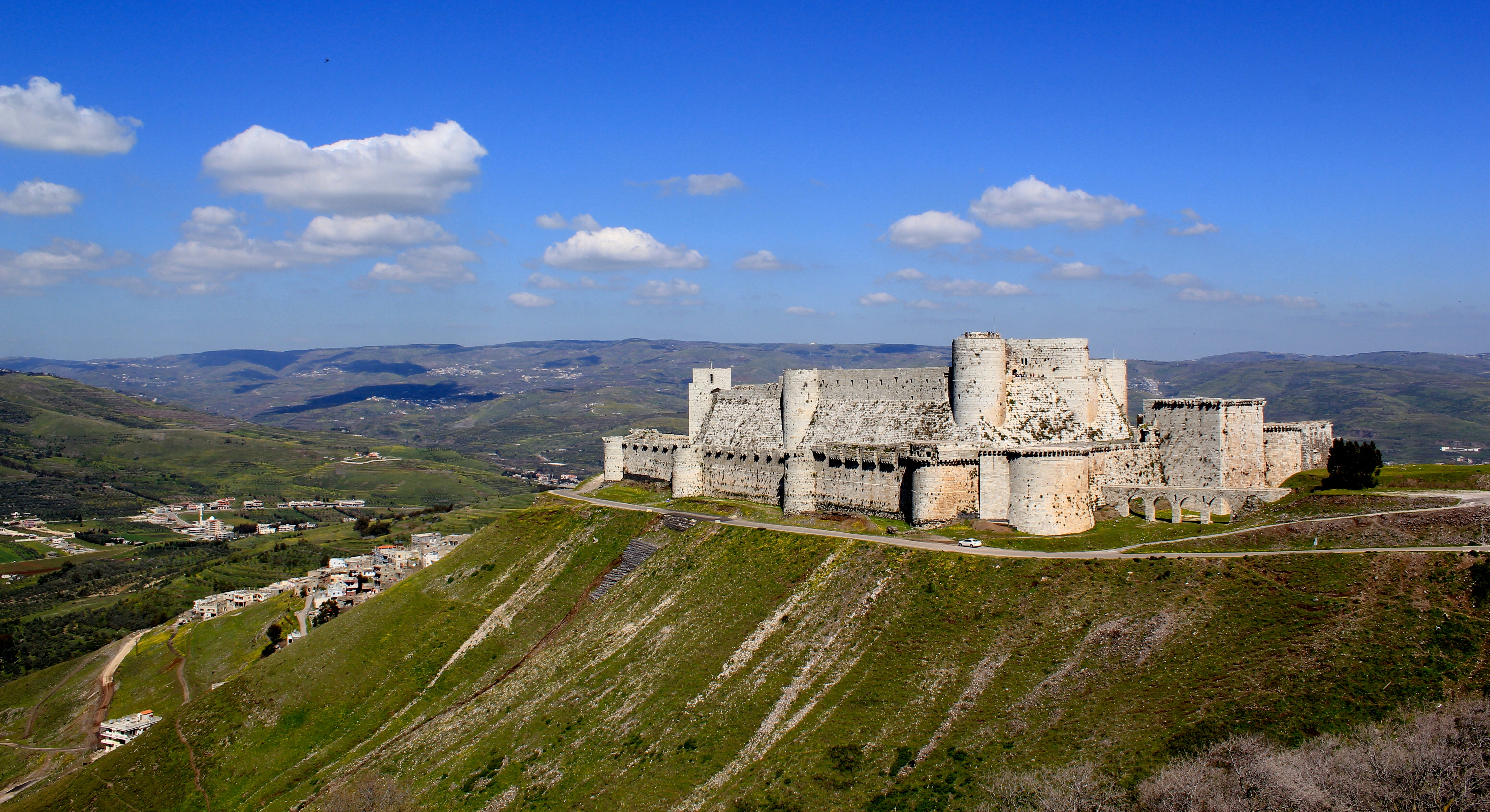
Місцевість
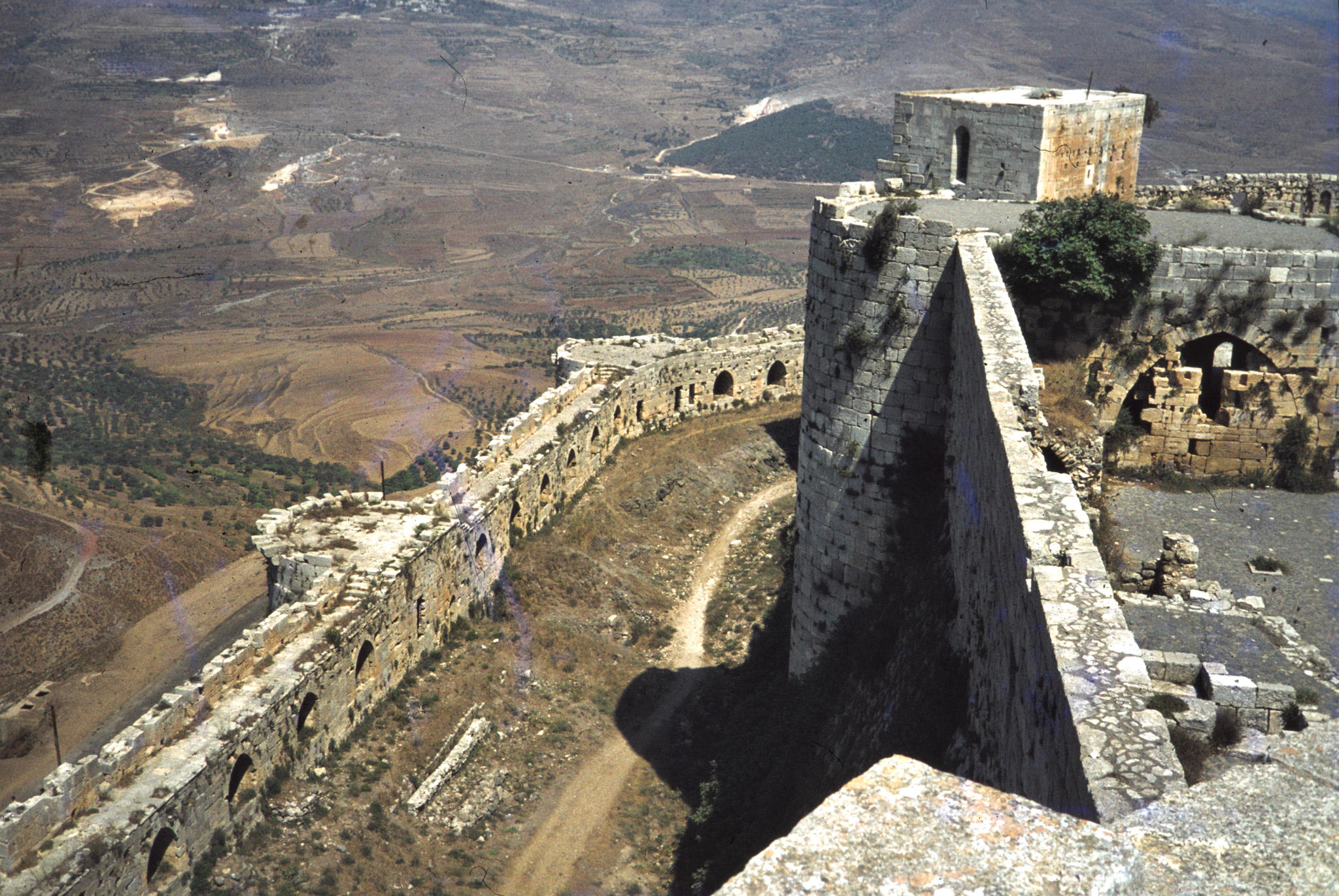
Стіна
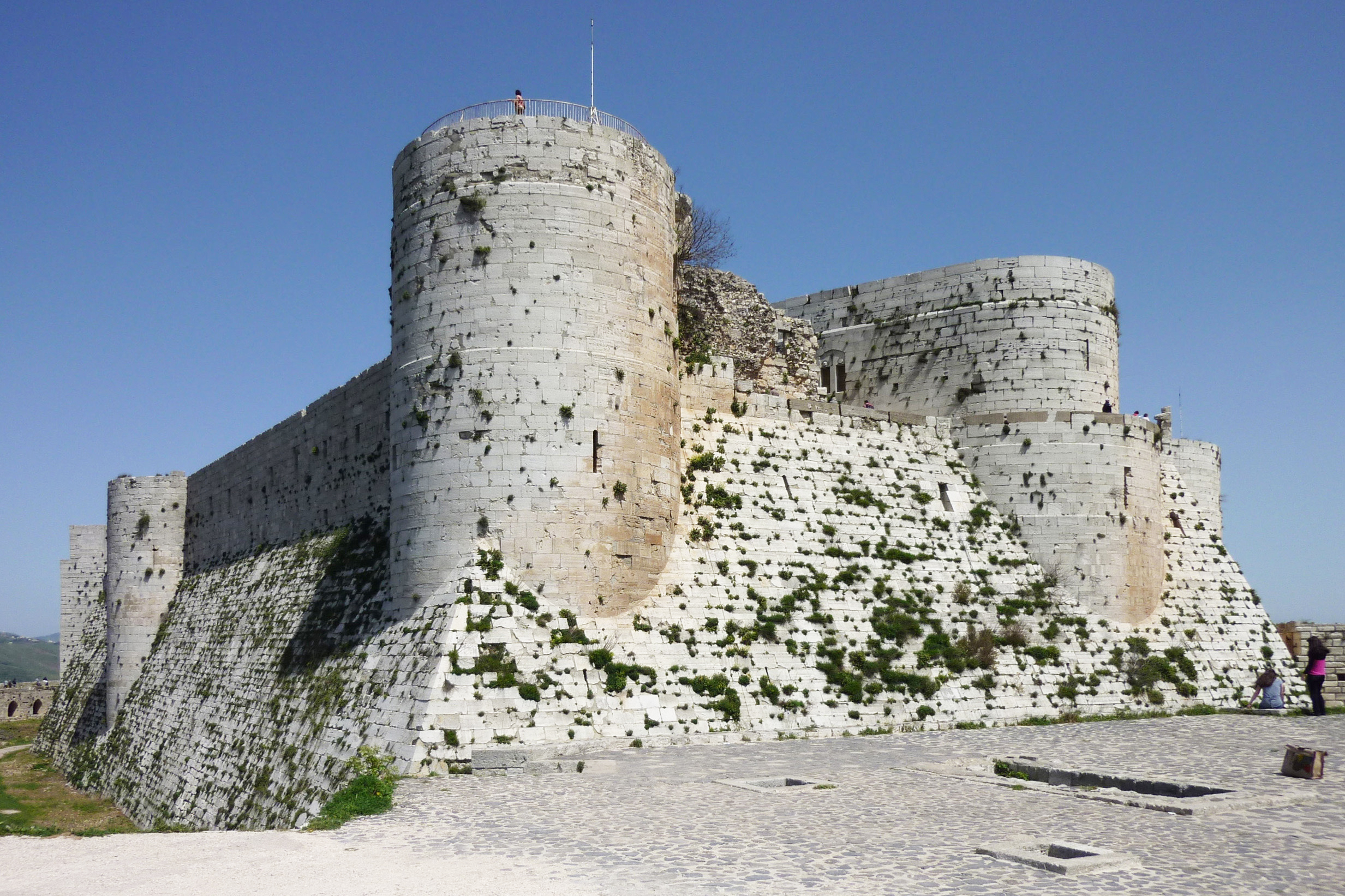
Крак де Шевальє
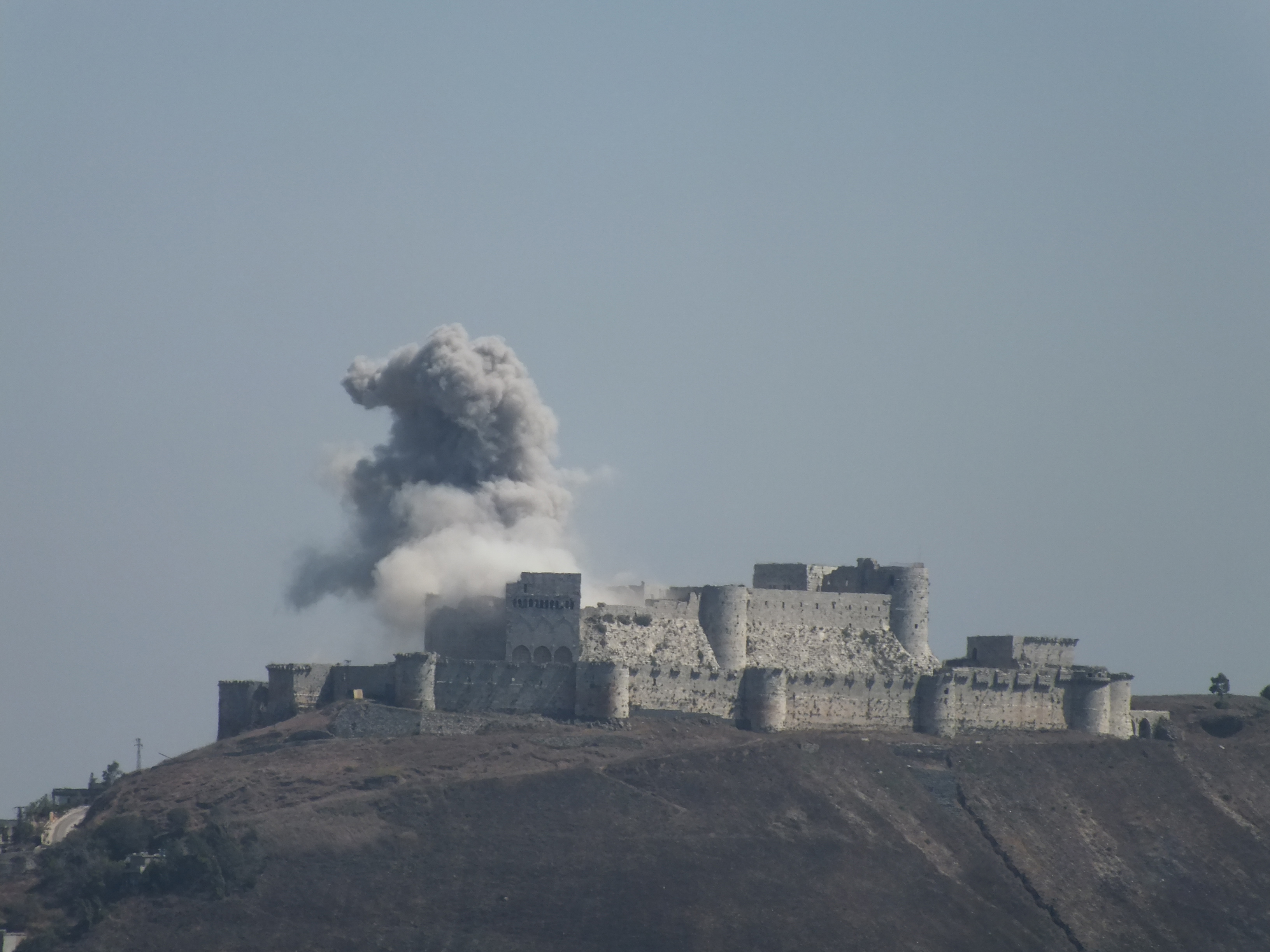
Вибух у замку
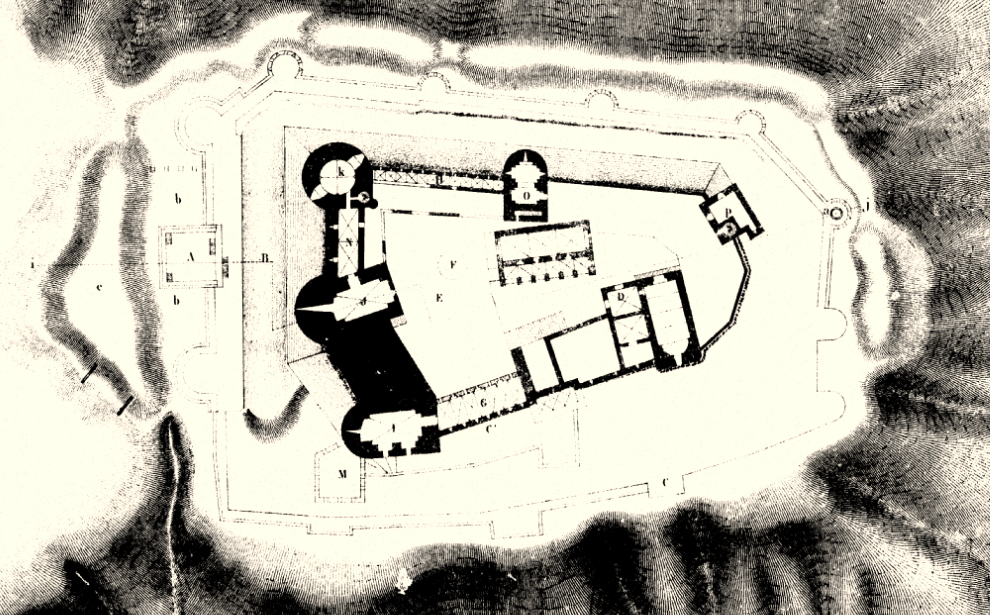
План
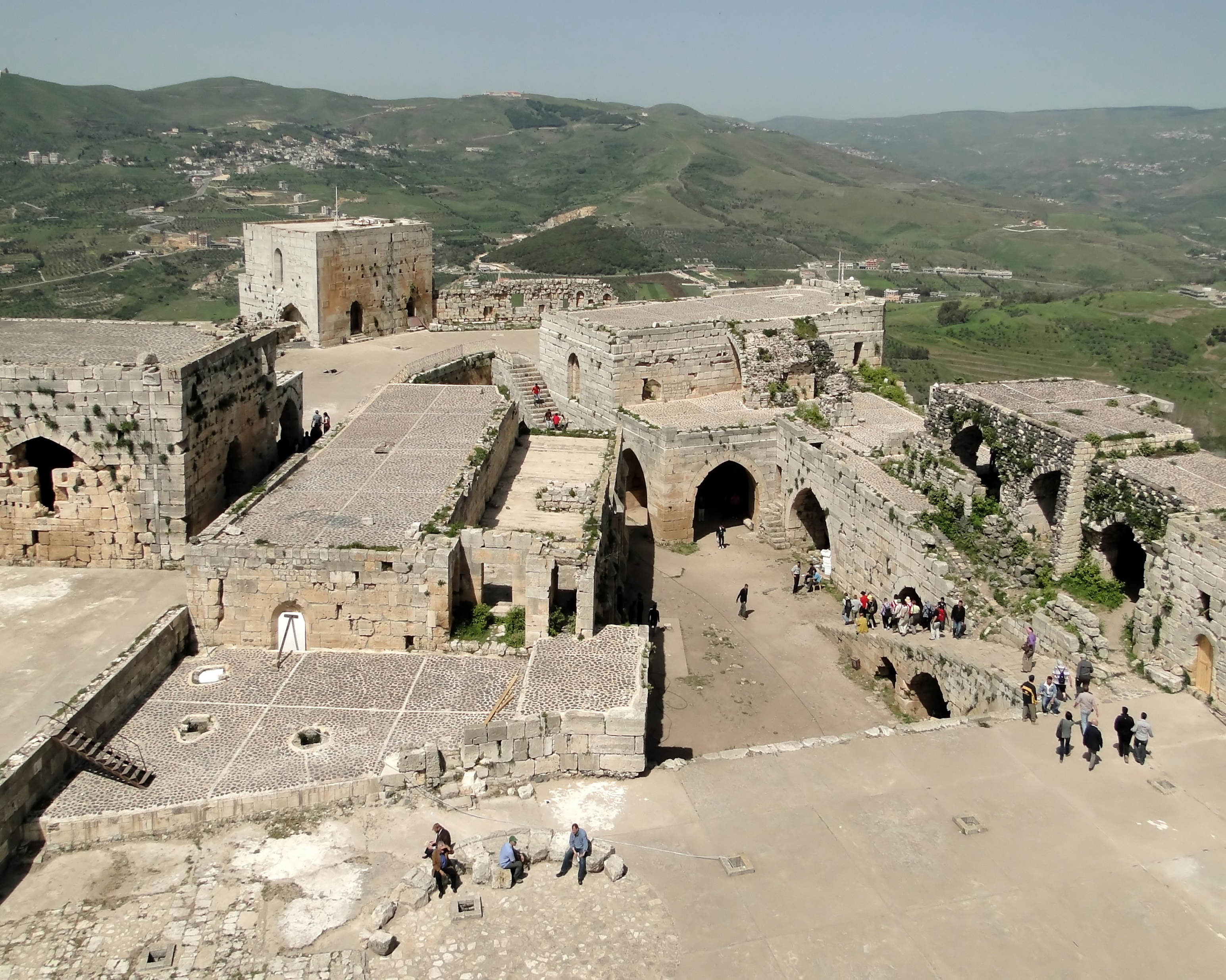
Внутрішній двір
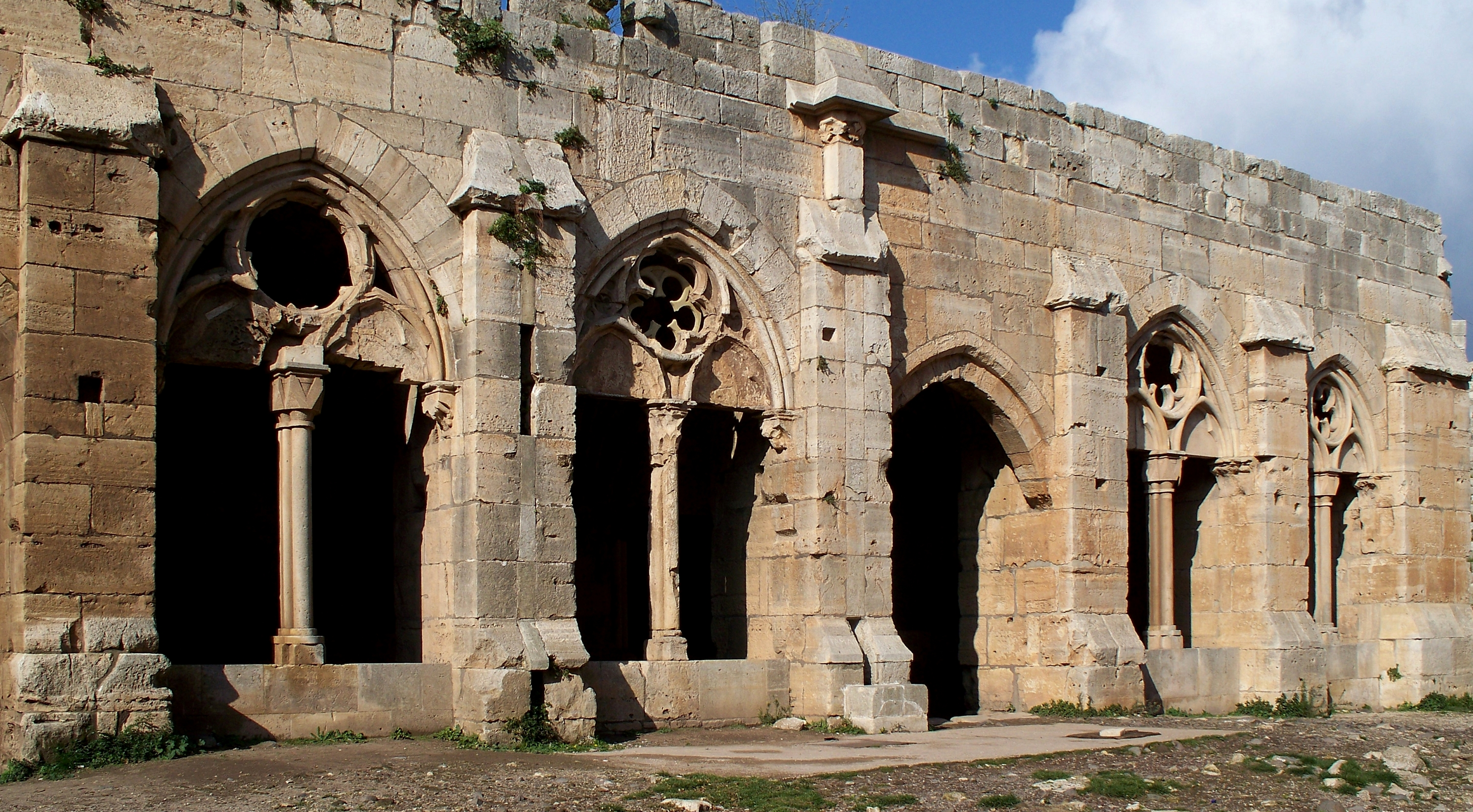
Хол лицарів
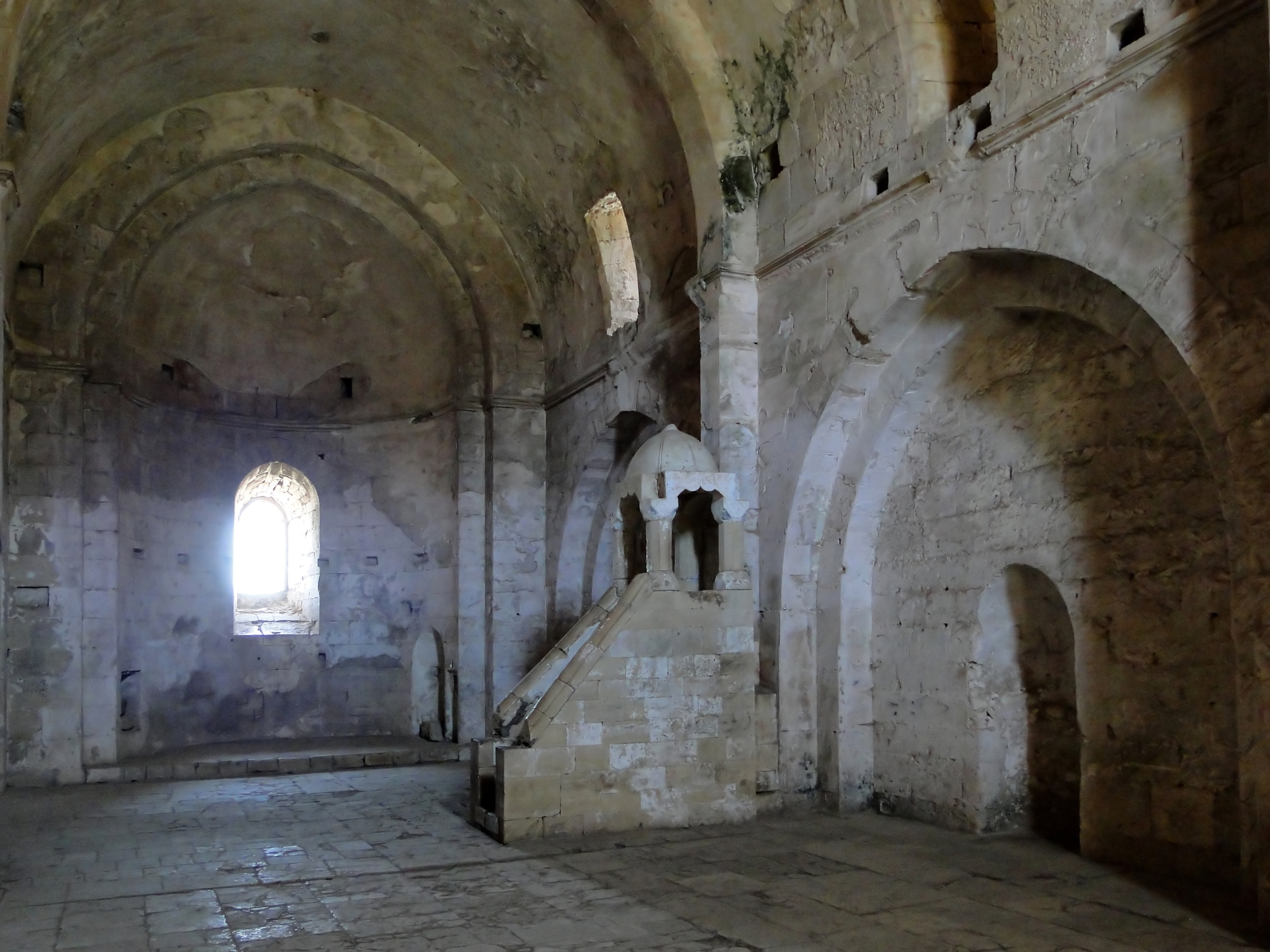
Каплиця
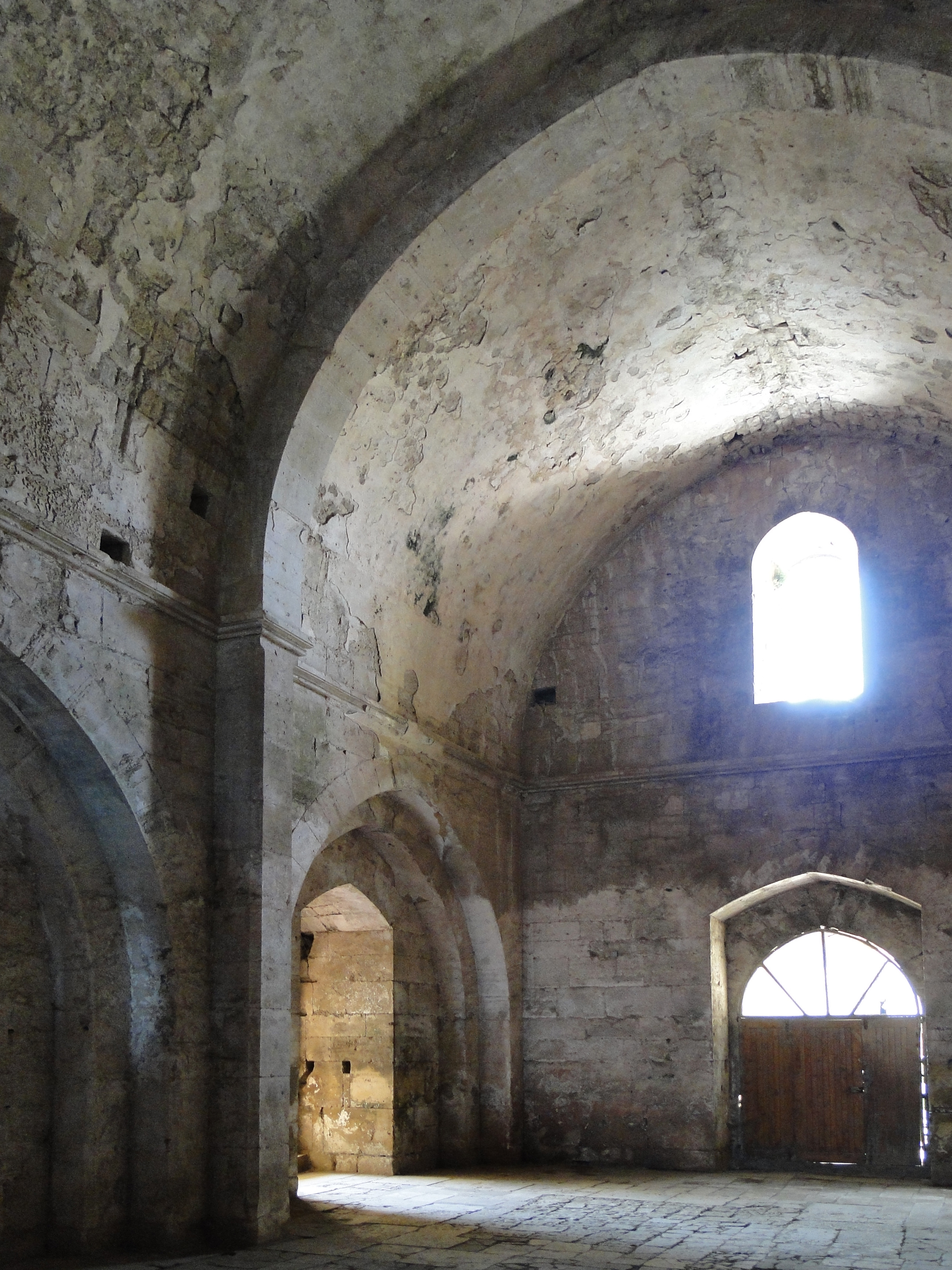
Каплиця
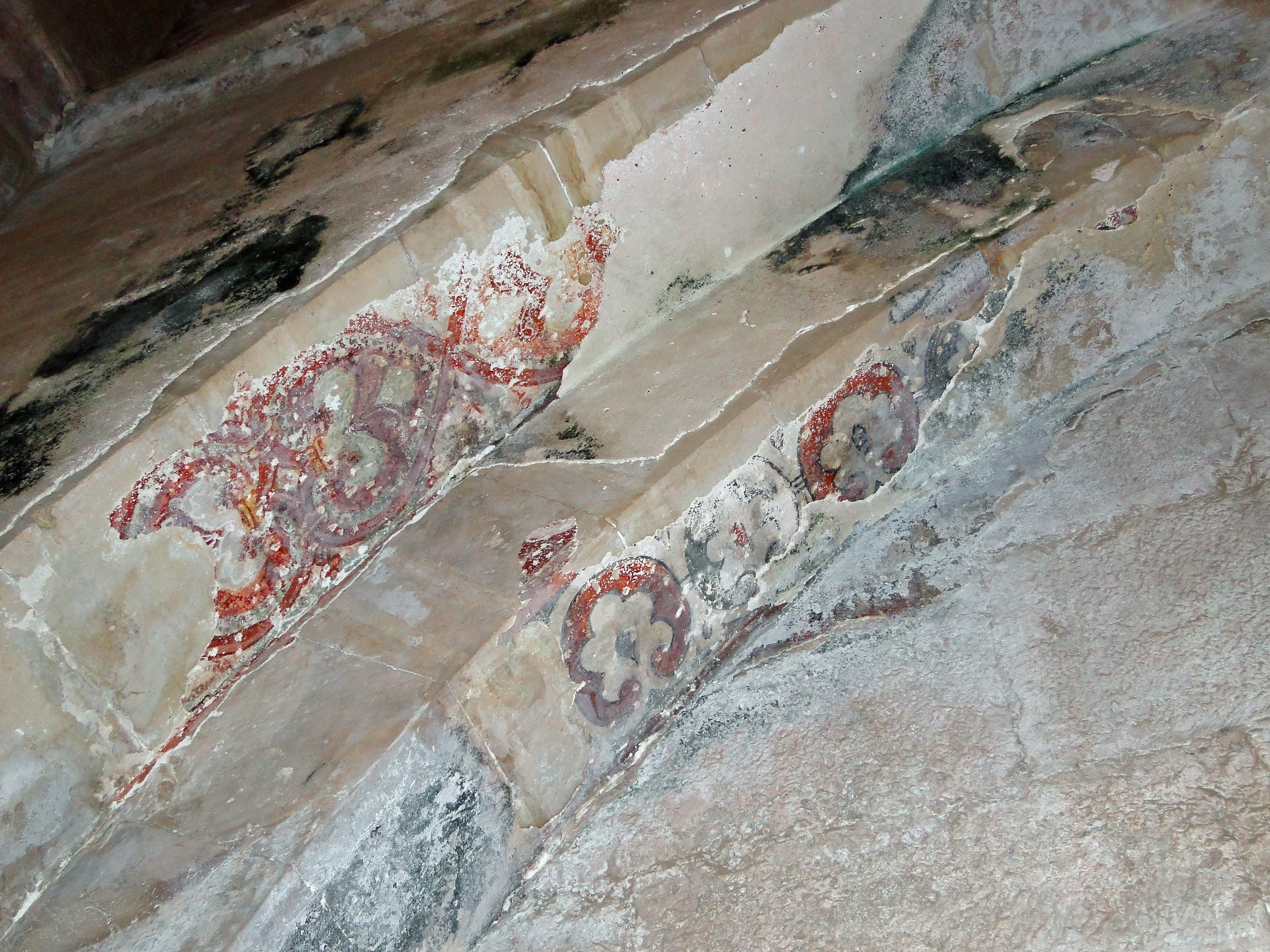
Фрески у каплиці
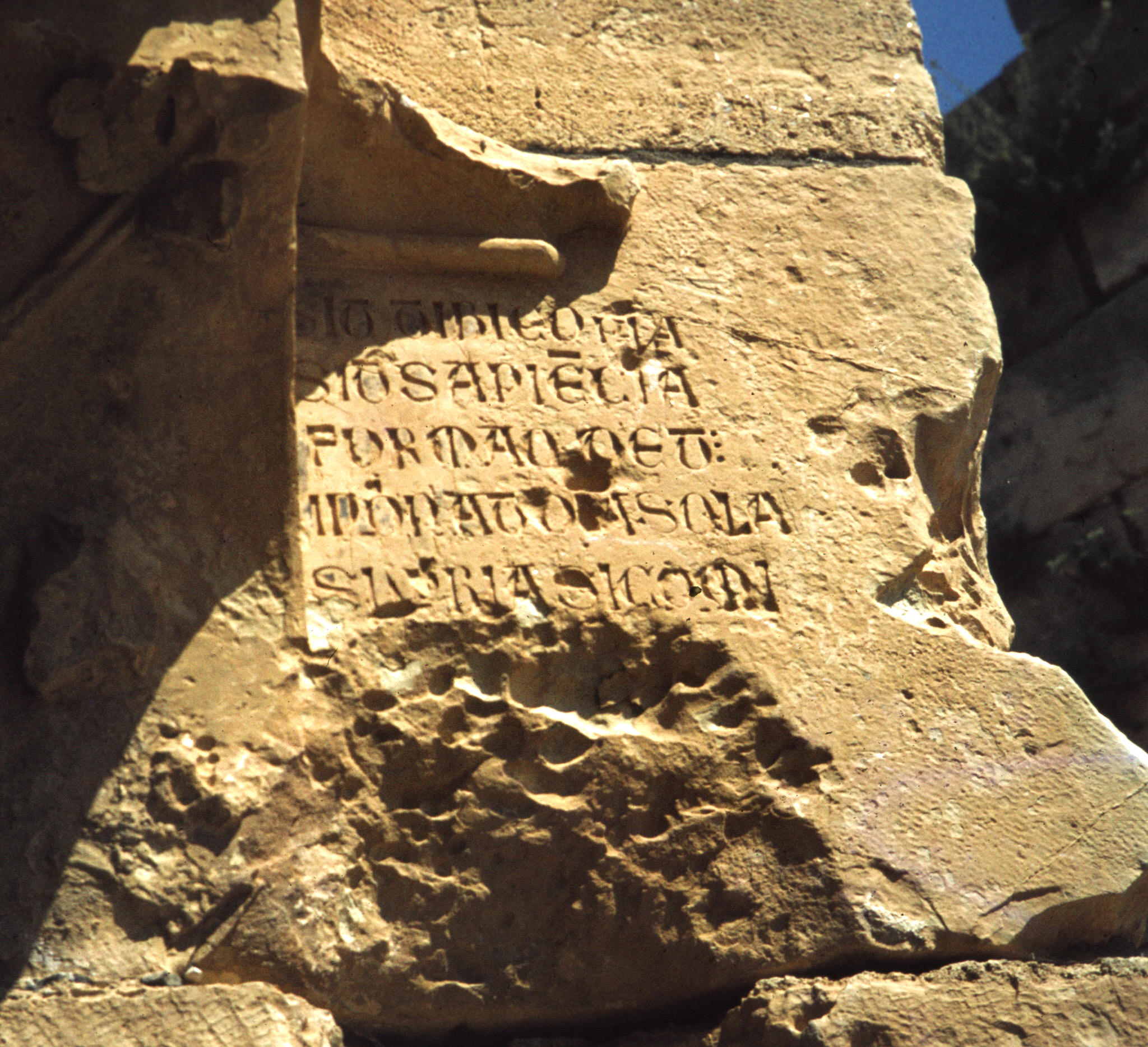
Латинський напис